# Klaus-Peter Gosch
Klaus-Peter Gosch (* 7. Februar 1952) ist ein ehemaliger deutscher Fußballspieler, der vor 1970 bis 1972 für die BSG Chemie Leipzig und den FC Vorwärts Frankfurt (Oder) in der DDR-Oberliga, der höchsten Spielklasse im DDR-Fußball, spielte. Gosch ist mehrfacher DDR-Junioren-Nationalspieler.

## Sportliche Laufbahn
Die DDR-Printmedien nahmen von Klaus-Peter Gosch erstmals Notiz, als er im Sommer 1969 in den Kader der DDR-Junioren-Nationalmannschaft berufen wurde. Sein erstes Junioren-Länderspiel bestritt er als linker Mittelfeldspieler am 9. Juli 1969 in der Begegnung DDR – Finnland (1:0). Bis Ende 1969 kamen weitere sieben Länderspieleinsätze hinzu. In der DDR-Fußballsaison 1969/70 kam der 17-jährige Gosch bereits in der 2. Mannschaft von Chemie Leipzig in der drittklassigen Bezirksliga zum Einsatz. Mit ihr wurde er Leipziger Bezirksmeister und nahm an den vier Aufstiegsspielen zur DDR-Liga teil, mit denen sich die Leipziger für die DDR-Liga qualifizierten. Zusätzlich verhalf Gosch der 2. Mannschaft mit 2:1-Finalsiegtor über Motor Grimma zum Gewinn des Leipziger Bezirkspokals.
Für die Saison 1970/71 wurde Gosch bereits für die Oberligamannschaft der BSG Chemie nominiert. Zunächst bestritt er aber die ersten sieben Punktspiele in der DDR-Liga-Mannschaft. Zwischendurch kam er am 3. Spieltag der Oberliga in der Begegnung 1. FC Union Berlin – Chemie Leipzig (0:0) zu seinem ersten Oberligaeinsatz als Einwechselspieler für 25 Minuten. Danach wurde er zwischen dem 8. und 19. Spieltag regelmäßig als Oberligaspieler eingesetzt und kam so in seiner ersten Oberligasaison auf 15 Einsätze, bei denen er drei Tore erzielte. Für Chemie II spielte er zwölf DDR-Liga-Spiele und schoss zwei Tore.
Noch bevor feststand, dass beide Chemie-Mannschaften 1971 absteigen würden, wurde Gosch im Mai 1971 für 18 Monate zur Nationalen Volksarmee eingezogen. Während dieser Zeit spielte er nach einem kurzen Intermezzo bei der viertklassigen Bezirksklassenmannschaft der Armeesportgemeinschaft Vorwärts in Kühlungsborn beim Hauptklub der Armeesportvereinigung Vorwärts, dem FC Vorwärts Frankfurt (Oder). Dort bestritt er in der Oberliga-Saison 1971/72 vom 3. Spieltag an 19 Punktspiele, in denen er auf verschiedenen Positionen im Angriff eingesetzt wurde und ein Tor erzielte. Nachdem er 1972/73 noch die ersten sieben Oberligaspiele (zwei Tore) für den FC Vorwärts hauptsächlich als Linksaußenstürmer absolviert hatte, wurde er im Oktober 1972 aus der Armee entlassen.
Gosch kehrte nach Leipzig zurück, schloss sich aber der drittklassigen BSG Rotation 1950 Leipzig an. Er verhalf ihr 1973 zur Meisterschaft in der Bezirksliga und zum Aufstieg in die DDR-Liga. Dort kam er 1973/74 zu neun Punktspieleinsätzen und zu einem Tor, danach stieg die BSG wieder in die Bezirksliga ab. Nachdem Rotation 1978 auch noch in die Bezirksklasse abgestiegen war, wechselte Gosch zur Saison 1980/81 zum Bezirksligisten Motor Leipzig-Lindenau. Dort beendete er schließlich seine Fußballerlaufbahn.